# Heterodera filipjevi
Heterodera filipjevi — вид паразитичних нематод родини гетеродерових (Heteroderidae).

## Поширення
Вид описаний у багатьох країнах Європи, Південно-Західної і Середньої Азії та в Індії. Як інвазійний вид поширився у США, Китаї та інших районах вирощування ячменю.

## Спосіб життя
Патогенна цистоутворююча нематода, яка паразитує на ячмені.